# 坪河镇
坪河乡，是中华人民共和国四川省巴中市南江县下辖的一个乡镇级行政单位。

## 行政区划
坪河乡下辖以下地区：
坪河社区、先锋村、向阳村、龙滩村、三角村、粮山村、中山村、人民村、关坊村和土台村。